# Athiganahalli, Sakleshpur
Athiganahalli là một làng thuộc tehsil Sakleshpur, huyện Hassan, bang Karnataka, Ấn Độ.